# Тъкан
 Тази статия е за органичната материя.  За продуктът от тъкане вижте текстил.  
Тъканта в биологията е съвкупност от клетки със сходен строеж, произход и функции в растителния и животинския организъм, които образуват орган. Те са образуват след оформянето на зародишните пластове. Науката за тъканите се нарича хистология, а тъканните заболявания се изучават от хистопатология.

## Животински тъкани
В тялото на животните има четири основни типа тъкани:
- Епителната тъкан се разполага на границата между организма и средата. Тя защитава тялото и позволява обмяна на вещества. С епителна тъкан са покрити най-външните слоеве клетки, покриващи тялото, лигавицата на храносмилателния тракт, ануса, половите пътища, кръвоносните и лимфните съдове, алвеолите на белите дробове, покрива плеврата, стените на коремната кухина и перикарда на сърцето.

- Съединенителната тъкан осигурява връзката между други типове тъкан. Тя осигурява механична устойчивост и опора на тялото.

- Мускулната тъкан позволява придвижването на организма и притежава свойствата възбудимост, проводимост и съкратимост.

- Нервната тъкан изгражда нервната система и осигурява връзка между организма и средата и управлява работата на другите органи и системи.

## Растителни тъкани
Според предназначението си, тъканите на многоклетъчните кормусни растения се дели на образувателна (меристемна) и трайна. Трайните тъкани се делят на покривна, основна, механична, проводяща и др.

### Меристемна тъкан
От образувателната тъкан водят началото си всички останали растителни тъкани. Изградена е от кубични или цилиндрични клетки, с тънки стени, най-често без вакуоли. Клетките нарастват бързо и се делят митотично. Намират се в основата на листата, връхчето на корена и стъблото. Според произхода си образувателната тъкан се дели на първична (от зародишната тъкан) или вторична (от дедиференциация на трайни тъкани).

### Покривна тъкан
Покривната тъкан заема най-голяма част от растението. Тя покрива на растението, запазвайки обмяната на вещества. Включва повърхностния слой на корена (ризодермис) и надземното растително тяло (епидермис на стъблото и листата), както и граничната тъкан между вътрешния и външния цилиндър на корена (ендодермис). Устроена е от живи клетки с разнообразна форма, плътно допрени една до друга, разположени в един непрекъснат слой. Цитоплазмата съдържа една, рядко повече вакуоли, изпълнена с клетъчен сок. Клетките синтезират органичното вещество кутин, което отделят и натрупват върху външната клетъчна повърхност. Върху епидермиса се образува пластинка, наречена кутикула. Покривната тъкан е два вида: епидермис и корк. Епидермиса покрива меките растителни части (листа, плодове, зелени листа). Образуванията на епидермиса са:
- восъчния налеп – сиво-белезникаво вещество под формата на люспици, прашец; той покрива кутикулата;
- трихоми или власинки – едноклетъчни или многоклетъчни удължения на епидермисните клетки, сразнообразна форма и функция: при копривата са парливи клетки, лимон, еделвайс, маточина и др.;
- устица – тесни отворчета, образувани между две специализирани епидермални клетки; чрез тях растението си набавя необходимия въглероден диоксид.

Коркът покрива вдървенелите части на растението – корен, стъбло, клони на многогодишни растения. Не пропуска газове, обмяната на газове между растението и средата се осъществява от специализирани образования, наречени лещанки.

### Паренхимна тъкан
Паренхимната (основна, изпълваща) тъкан е най-слабо диференцираната, често с разнообразни функции. Включва хлоренхим (с фотосинтезираща функция), паренхим (заграждаща въздухоносни празнини тъкан), запасна паренхимна тъкан и т.н. Клетките са живи, с тънки клетъчни стени като отделните клетки са свързани чрез цитоплазмени мостчета – плазмодезми. Между клетките има добре оформени междуклетъчни пространства. Цитоплазмата им съдържа голяма вакуола с клетъчен сок. При определени условия клетките могат да се делят и да дават началото на нови тъкани, орагани, дори на ново растение. Фотосинтезиращата паренхимна тъкан (или стълбчест паренхим, хлоренхим или асимилационна паренхимна тъкан) се разполага в листата и младите стъбла, клетките ѝ са богати на хлорофил и се осъществява процесът фотосинтеза. Въздухоносната (или гъбчест паренхим) има големи междуклетъчни пространства, доставя въздух на дълбоко лежащи клетки; добре развит е при блатните и водни растения. Резервната основна тъкан – това са органи, трупащи резервни хранителни вещества; плодове, семена, грудки, корени, луковици, клетките са едри.

### Проводяща тъкан
Проводяща тъкан участва в доставянето или изнасянето на различни химични вещества до определени части на растението. Проводящата тъкан е комплексна по строеж и включва елементи на флоема или ксилема, механични елементи (фибри) и паренхим. Клетките на проводящата система са два вида – ликови и дървесинни:
- Дървесините са изградени от мъртви клетки и по тях има възходящ ток. Тъканта им е изградена от 4 вида растителни клетки: трахеиди, траите, дървесинните фибри и дървесинния паренхим.
- Флоем или ликовите проводящи снопчета също са изградени от няколко вида тъкани: ликов паренхим, ликов склеренхим придружаващи клетки, решетъчни клетки и решетъчни цеви (съответстват на трахеите). Тук имаме низходящ ток.

### Отделителна тъкан
Отделителна тъкан – шизогенни и лизигенни влагалища, специализирани отделителни клетки (идиобласти), млечни цеви.

### Механична тъкан
Механичната тъкан придава еластичност, здравина и устойчивост на цялото растение – коленхим (жива) и склеренхим (мъртви фибри, обикновено живи склереиди).
- Коленхим-живи клетки – имат частично задебелени стени и са опора на млади нарастващи части на стъблата на тревисти растения.
- Склеренхим-мъртви клетки са с дебели стени, по които порите са сведени до минимум; намира се под епидермиса. Ролята му е да укрепва проводящите снопчета.
- Каменисти клетки – образуват твърдите части на семената и плодовете. Намират се в семената и месестата част на круша и дюля.